# Гюльмагомедов, Тимур Валерьевич
Тимур Валерьевич Гюльмагомедов (26 января 2003, Махачкала, Дагестан, Россия) — российский и азербайджанский борец вольного стиля. Призёр чемпионата Азербайджана.

## Карьера
Является воспитанником махачкалинской СШОР № 3, занимался у Гасана Абдулбасирова. В марте 2022 года неудачно выступил на Первенство России по среди юниоров до 21 года. С 2023 года выступает за Азербайджан. В конце марта 2023 года в Баку стал победителем Первенства Азербайджана среди борцов до 20 лет. 2 июля 2023 года в испанском городе Сантьяго-де-Компостела занял 5 место на Первенстве Европы среди юниоров до 20 лет. В середине ноября 2024 года в Хасавюрте стал серебряным призёром международного турнира памяти Шамиля Умаханова. В конце декабря 2024 года в Баку стал бронзовым призёром чемпионата Азербайджана.

## Спортивные результаты
- Чемпионат Азербайджана по вольной борьбе 2024 — ;